# Římskokatolická farnost Ústí nad Labem-Střekov
Římskokatolická farnost Ústí nad Labem-Střekov je církevní správní jednotka sdružující římské katolíky na území městského obvodu Střekov a v jeho okolí. Organizačně spadá do ústeckého vikariátu, který je jedním z 10 vikariátů litoměřické diecéze.

## Historie farnosti
První zmínka o farní lokalitě Ústí nad Labem-Střekov pochází z roku 1319. Matriky jsou vedeny od roku 1784. Farnost byla kanonicky zřízena roku 1904 pod jménem Novosedlice (Obersedlitz Krammel), od roku 1921 pak pod názvem Střekov.

### Duchovní správcové vedoucí farnost
Začátek působnosti jmenovaného v duchovní správě farnosti od:
- 1904 proto-par. (1. farář) Eug. Kinzer, n. 26. 12. 1869 in Goy, o. 9. 4. 1899, † 17. 11. 1928
- 1912 par. vacat admin. interc. Josef Tschernich
- 1913 Jos. Tschernich, n. 28. 8. 1875 Lípa, o. 9. 7. 1899, † 13. 5. 1940
- 1935 par. vacat admin. interc. Max. Völkl
- 1. 8. 1935 Anton. Mehl, n. 8. 6. 1890 Döbern, o. 11. 7. 1915
- 11. 1. 1949 Ludvík Antonín Kašpárek O.P.
- 1. 3. 1949 Antonín Grus
- 7. 5. 1953 Karel Smutek
- 1. 8. 1954 Josef Poul
- 1. 9. 1956 Vlastimil Punčochář
- 1. 11. 1956 František Kubát, n. 25. 5. 1920 Čáslavice, o. 26. 6. 1955 Litoměřice, † 26. 5. 1990 fara Střekov
- 1. 11. 1990 Antonín Sporer
- 1. 7. 1999 Pavel Jančík
- 1. 6. 2008 Josef Mazura, admin.; od 1. 1. 2019 farář[2]

Kromě kněží stojících v čele farnosti, působili ve farnosti v průběhu její historie i jiní kněží. Většinou pracovali jako farní vikáři, kaplani, katecheté, výpomocní duchovní aj.

## Území farnosti
Do farnosti náleží území těchto obcí:
- Střekov (Schreckenstein[p 2])
- Kojetice (Kojeditz[p 2])
- Nová Ves (Neudörfel[p 2])
- Sedlo (Sedl[p 2])

## Římskokatolické sakrální stavby a místa kultu na území farnosti
| | Fotografie | Stavba                     | Místo    | Bohoslužby                      | Zeměpisné souřadnice            | Status       |        |
| Kostel | Kostel     | Kostel                     | Kostel   | Kostel                          | Kostel                          | Kostel       | Kostel |
| --- | ---------- | -------------------------- | -------- | ------------------------------- | ------------------------------- | ------------ | ------ |
| 1. |            | Kostel Nejsvětější Trojice | Střekov  | bližší informace o bohoslužbách | 50°39′5″ s. š., 14°3′26″ v. d.  | farní kostel |        |
| Kaple |            |                            |          |                                 |                                 |              |        |
| 2. |            | Kaple Nejsvětější Trojice  | Nová Ves | bližší informace o bohoslužbách | 50°38′35″ s. š., 14°4′14″ v. d. | obecní kaple |        |
| Některé drobné sakrální stavby a pamětihodnosti lze dohledat zde v databázi Drobné sakrální památky Zaniklé sakrální stavby lze dohledat zde v databázi Poškozené a zničené kostely, kaple a synagogy v České republice |            |                            |          |                                 |                                 |              |        |

Ve farnosti se mohou nacházet i další drobné sakrální stavby, místa římskokatolického kultu a pamětihodnosti, které neobsahuje tato tabulka.

## Farní obvod
Z důvodu efektivity duchovní správy byl vytvořen farní obvod (kolatura) sestávající z přidružených farností spravovaných excurrendo z Ústí-Střekova. Jsou jimi farnosti (řazeno abecedně):
1. Římskokatolická farnost Církvice
2. Římskokatolická farnost Český Bukov
3. Římskokatolická farnost Mojžíř
4. Římskokatolická farnost Roztoky
5. Římskokatolická farnost Svádov
6. Římskokatolická farnost Ústí nad Labem-Krásné Březno
7. Římskokatolická farnost Zubrnice

## Galerie

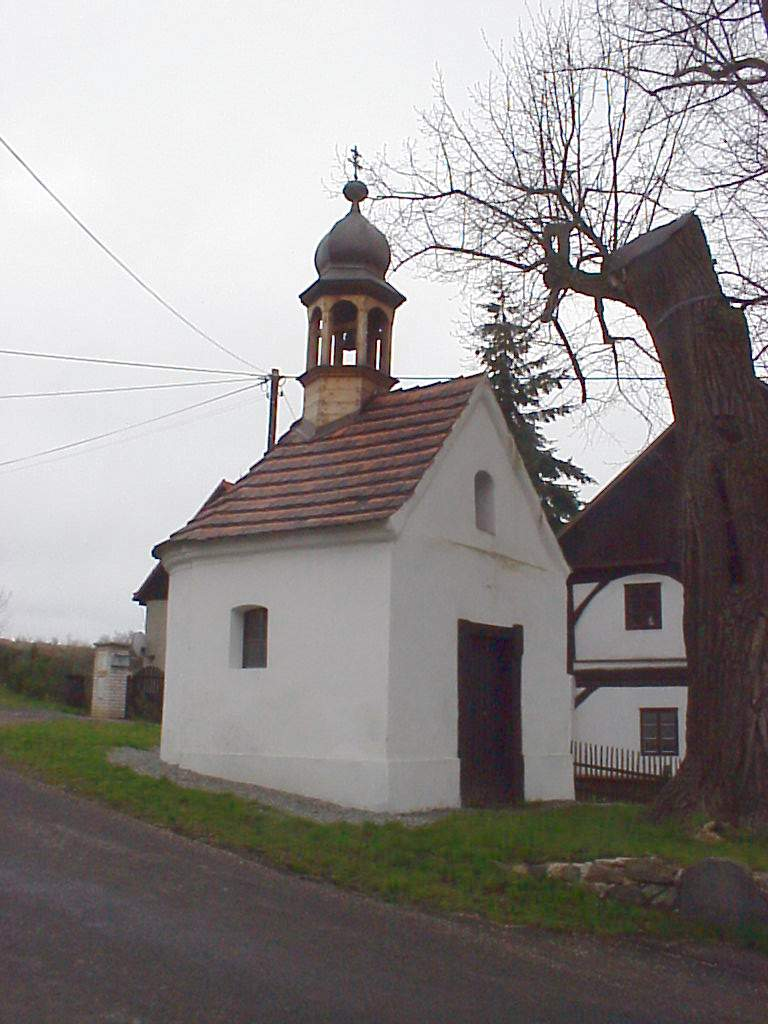
Kaple Nejsvětější Trojice v Nové Vsi (stav v roce 2001)
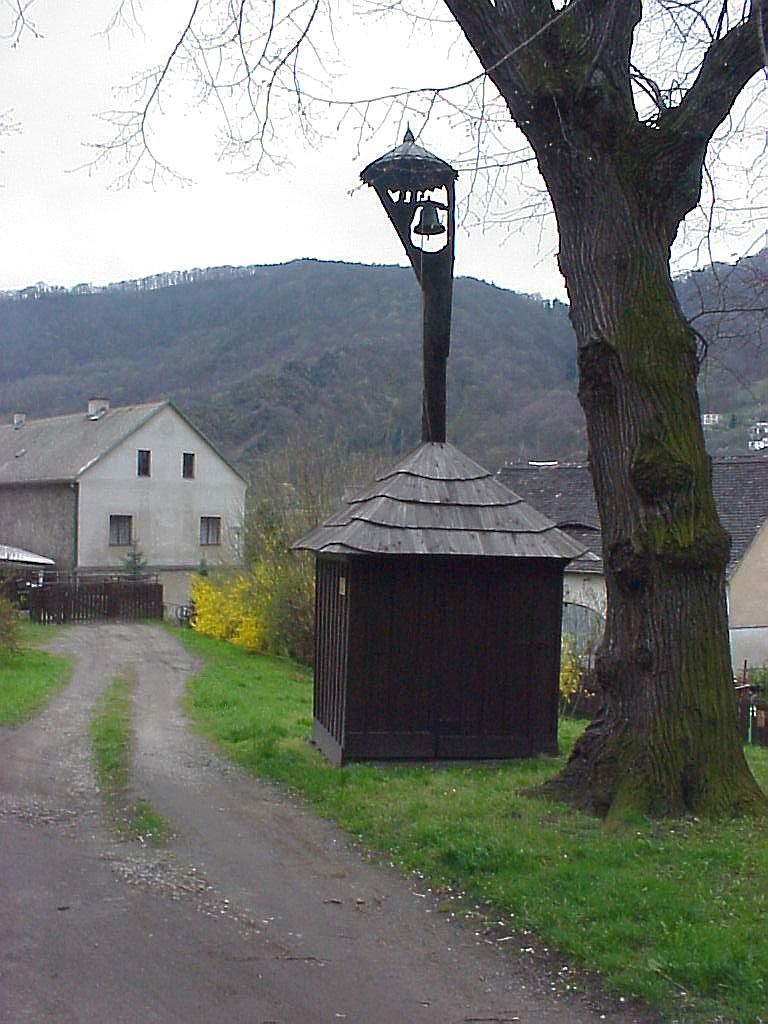
Zvonička v Malířském koutku pod hradem Střekovem